# Phytoliriomyza flavens
Phytoliriomyza flavens är en tvåvingeart som beskrevs av Spencer 1981. Phytoliriomyza flavens ingår i släktet Phytoliriomyza och familjen minerarflugor.
Artens utbredningsområde är Kalifornien. Inga underarter finns listade i Catalogue of Life.